# Vela ai XVI Giochi panamericani
Le competizioni di vela ai XVI Giochi panamericani si sono svolte al Vallarta Yacht Club a Puerto Vallarta, in Messico. Vi hanno preso parte 152 sportivi in totale. I velisti brasiliani sono stati protagonisti vincendo 5 delle 9 gare in programma.

## Calendario
Orari: UTC-6.
| Data                | Inizio | Fine  | Evento          | Fase           |
| ------------------- | ------ | ----- | --------------- | -------------- |
| Lun 17 ottobre 2011 | 13:00  | 18:00 | Tutte le classi | Regate 1 e 2   |
| Mar 18 ottobre 2011 | 13:00  | 18:00 | Tutte le classi | Regate 3 e 4   |
| Mer 19 ottobre 2011 | 13:00  | 18:00 | Tutte le classi | Regate 5 e 6   |
| Ven 21 ottobre 2011 | 13:00  | 18:00 | Tutte le classi | Regate 7 e 8   |
| Sab 22 ottobre 2011 | 13:00  | 18:00 | Tutte le classi | Regate 9 e 100 |
| Dom 23 ottobre 2011 | 13:00  | 18:00 | Tutte le classi | Regate finali  |

## Risultati
| Evento               | Oro                                                                              | Argento                                                                     | Bronzo                                                  |
| Windsurf (uomini)    | Ricardo Santos                                                                   | Mariano Reutemann                                                           | David Mier                                              |
| Windsurf (donne)     | Patricia Freitas                                                                 | Demita Vega                                                                 | Farrah Hall                                             |
| Laser (uomini)       | Julio Alsogaray                                                                  | Matias Del Solar                                                            | Juan Maegli                                             |
| Laser Radial (donne) | Cecilia Saroli                                                                   | Tania Calles                                                                | Paige Railey                                            |
| Sunfish              | Matheus Dellagnello                                                              | Paul Foerster                                                               | Francisco Renna                                         |
| Snipe                | Brasile Alexandre do Amaral Gabriel Borges                                       | Stati Uniti Agustín Díaz Kathleen Tocke                                     | Uruguay Pablo Defazio Manfredo Finck                    |
| Lightning            | Cile Alberto González Diego González Cristian Herman                             | Stati Uniti Jody Lutz Derek Gauger Jay Lutz                                 | Brasile Claudio Biekarck Marcelo da Silva Gunnar Ficker |
| Hobie 16             | Porto Rico Enrique Figueroa Victor Aponte                                        | Brasile Bernardo Arndt Bruno Oliveira                                       | Guatemala Jason Hess Jose Hernandez                     |
| J/24                 | Brasile Mauricio Oliveira Alexandre de Silva Guilherme Hamelmann Daniel Santiago | Stati Uniti John Mollicone George Abdullah III Geoffrey Becker Daniel Rabin | Cile Matias Seguel Cristobal Grez Marc Jux Juan Lira    |

## Medagliere
| Posizione | Nazione     | Oro | Argento | Bronzo | Totale |
| --------- | ----------- | --- | ------- | ------ | ------ |
| 1         | Brasile     | 5   | 1       | 1      | 7      |
| 2         | Argentina   | 2   | 1       | 1      | 4      |
| 3         | Cile        | 1   | 1       | 1      | 3      |
| 4         | Porto Rico  | 1   | 0       | 0      | 1      |
| 5         | Stati Uniti | 0   | 4       | 2      | 6      |
| 6         | Messico     | 0   | 2       | 1      | 3      |
| 7         | Guatemala   | 0   | 0       | 2      | 2      |
| 8         | Uruguay     | 0   | 0       | 1      | 1      |
| Totale    | Totale      | 9   | 9       | 9      | 27     |